# Parker Washington
Christopher Parker Washington (Starkville, 21 marzo 2002) è un giocatore di football americano statunitense che milita nel ruolo di wide receiver per i Jacksonville Jaguars della National Football League (NFL).

## Carriera

### Jacksonville Jaguars
Al college Washington giocò a football a Penn State. Fu scelto nel corso del sesto giro (185º assoluto) del Draft NFL 2023 dai Jacksonville Jaguars. Debuttò come professionista subentrando nella gara del quarto turno contro gli Atlanta Falcons. Fu inserito in lista infortunati il 7 ottobre e tornò nel roster attivo il 18 novembre. La sua prima stagione si chiuse con 16 ricezioni per 132 yard e 2 touchdown in nove presenze, di cui una come titolare.
Nel settimo turno della stagione 2024 giocato a Londra, Washington ritornò un punt per 96 yard in touchdown nella vittoria sui New England Patriots, in quella che fu la giocata più lunga della storia delle NFL International Series.

## Vita privata
La sorella di Washington, Ashton, è stata la prima donna assunta come osservatrice per i Chicago Bears nel 2021. Suo cugino, Joshua Dobbs, gioca come quarterback per i Minnesota Vikings. Un altro cugino, Tyler Tolbert, è un giocatore di baseball professionista nell'organizzazione dei Kansas City Royals.